# Andy Partridge
Andy Partridge (ur. 11 listopada 1953 w Mtarfa na Malcie) – brytyjski gitarzysta, wokalista, autor tekstów, lider zespołu popowego XTC aktywnego w latach 1976–2005. Mieszka w Swindon w Anglii, gdzie się wychował.